# Gmina Lubawka
Gmina Lubawka je polská městsko-vesnická gmina v okrese Kamienna Góra v Dolnoslezském vojvodství. Sídlem gminy je město Lubawka. V roce 2020 zde žilo 10 759 obyvatel.
Gmina má rozlohu 138,1 km² a zabírá 34,9 % rozlohy okresu. Skládá se z 14 starostenství.

## Části gminy
Starostenství
Błażejów, Błażkowa, Bukówka, Chełmsko Śląskie, Jarkowice, Miszkowice, Niedamirów, Okřešín, Opawa, Paczyn, Paprotki, Stara Białka, Szczepanów, Uniemyśl